# I'm Down
Singles de The Beatles
Ticket to Ride/Yes It Is
(1965) We Can Work It Out/Day Tripper
(1965)
Pistes de Past Masters
Yes It Is Day Tripper
I'm Down est une chanson des Beatles, écrite par Paul McCartney et créditée Lennon/McCartney. Il s'agit d'une composition visant à imiter le style de Little Richard et ainsi remplacer la reprise de sa chanson Long Tall Sally dans le répertoire du groupe. Ce rock vif mené par McCartney qui hurle littéralement est enregistrée quelques heures seulement avant le très calme Yesterday
La chanson paraît pour la première fois en face B du single Help! le 23 juillet 1965. Jusqu'à la fin des tournées des Beatles, elle devient la classique chanson de clôture des concerts. Elle donne également lieu à une prestation particulièrement déjantée du groupe lors de son mythique concert au Shea Stadium durant l'été 1965.
Cette chanson est maintenant placée sur le disque 1 de la compilation Past Masters. Plusieurs groupes, notamment Aerosmith et Yes, l'ont reprise.

## Genèse
I'm Down est composée en 1965, principalement par Paul McCartney, bien que John Lennon déclare en 1980 lui avoir probablement apporté un peu d'aide. McCartney, qui appréciait depuis longtemps la musique de Little Richard, voulait en effet l'imiter, comme il l'explique à Barry Miles : « Des tas de gens étaient fans de Little Richard donc je chantais ses trucs, mais est venu un moment où j'ai voulu en faire une moi-même, donc j'ai écrit I'm Down »

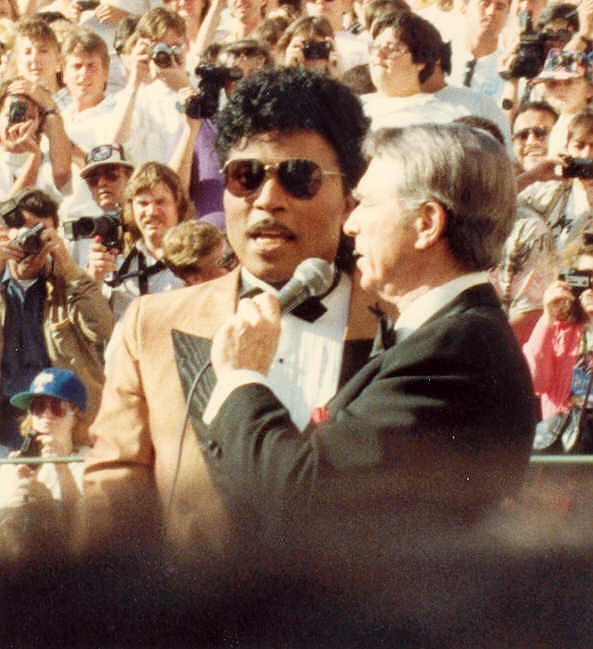
I'm Down est composée par Paul McCartney pour imiter le style de Little Richard.

Les Beatles cherchaient en effet depuis plusieurs années à composer une chanson pouvant remplacer leur reprise de Long Tall Sally lors des concerts. McCartney raconte en 1964 que cet exercice est difficile : « Ce fut très difficile. I Saw Her Standing There est ce que nous avons fait de plus proche. [...] Je dirais que c'est un peu comme la peinture abstraite : quelqu'un qui entend Long Tall Sally se dit que ça doit être facile à écrire, mais il n'y a rien de plus difficile ».

## Enregistrement
L'enregistrement de I'm Down se déroule dans les studios EMI de Londres le 14 juin 1965. Il s'agit d'une date particulièrement étonnante puisque les prises de la chanson s'intercalent entre le travail sur deux autres titres à caractères fort différents de Paul McCartney, I've Just Seen a Face et Yesterday. Le fossé ne peut pas être plus large, en effet, entre les cris de McCartney sur un I'm Down totalement endiablé, et Yesterday, chanson la plus acoustique que les Beatles aient jusque-là enregistrée.
L'ambiance de la chanson est survoltée puisqu'à la formation classique du groupe et aux hurlements de McCartney s'ajoutent un solo de guitare, un jeu d'orgue électronique énergique de John Lennon et une prestation de Ringo Starr aux bongos. Sept prises sont réalisées avant que le groupe ne soit satisfait. Durant l'enregistrement, entre les prises 1 et 2, McCartney lâche « Plastic soul, man, plastic soul » (Plastic Soul étant le surnom donné par les musiciens noirs américains pour désigner Mick Jagger). Cette phrase préfigure le titre de l'album suivant du groupe, Rubber Soul.
Les mixages mono et stéréo sont réalisés le 18 juin.

### Interprètes
- John Lennon : guitare rythmique, orgue Vox Continental, chœurs
- Paul McCartney : basse, chant
- George Harrison : guitare solo, chœurs
- Ringo Starr : batterie, bongos

### Équipe technique
- George Martin : producteur
- Norman Smith : ingénieur du son
- Phil McDonald : ingénieur du son

## Parution

### Sur disque
I'm Down paraît au Royaume-Uni en mono le 23 juillet 1965 en face B du single Help!, qui se classe rapidement en tête des charts des deux côtés de l'Atlantique. Le disque est sorti le 19 juillet précédent aux États-Unis.
Sa première apparition sur un album, mais cette fois en stéréo, se fait en 1976 sur l'album Rock 'n' Roll Music, compilation créée par Capitol Records reprenant les titres les plus emblématiques du genre. Elle est aussi incluse en version mono sur le disque britannique Rarities paru en 1978 dans le boîtier The Beatles L.P. Collection. Depuis 1988, la chanson clôt le premier disque de l'album Past Masters (et Mono Masters publié en 2009) qui regroupe tous les titres que l'on ne retrouve pas sur les 33 tours originaux. Elle est aussi incluse sur l'album compilation Tomorrow Never Knows paru exclusivement en téléchargement sur itunes en 2012. La prise 1, enregistrée le 14 juin 1965, a été publiée sur l'album Anthology 2 en 1996.

#### Publication en France
La chanson arrive en France en juillet 1965 sur la face A d'un 45 tours EP (« super 45 tours ») ; elle est accompagnée  de Mr. Moonlight. Sur la face B figurent I'm Down et I'll Follow the Sun. La photo illustrant la couverture est de Robert Freeman.

### Interprétations en concert
En 1965 et 1966, I'm Down devient la chanson clôturant habituellement les concerts des Beatles. Ce n'est cependant pas le cas lors du dernier concert du groupe le 29 août 1966 au Candlestick Park de San Francisco, où elle est remplacée par celle qui l'a inspirée, Long Tall Sally. Bien qu'elle fût enregistrée à la fin des concerts au Hollywood Bowl en 1965, on préfère utiliser la chanson de Little Richard, enregistrée l'année précédente, pour clore le disque du spectacle. Elle ne sera pas incluse parmi les suppléments lors de la réédition de ce disque en 2016.

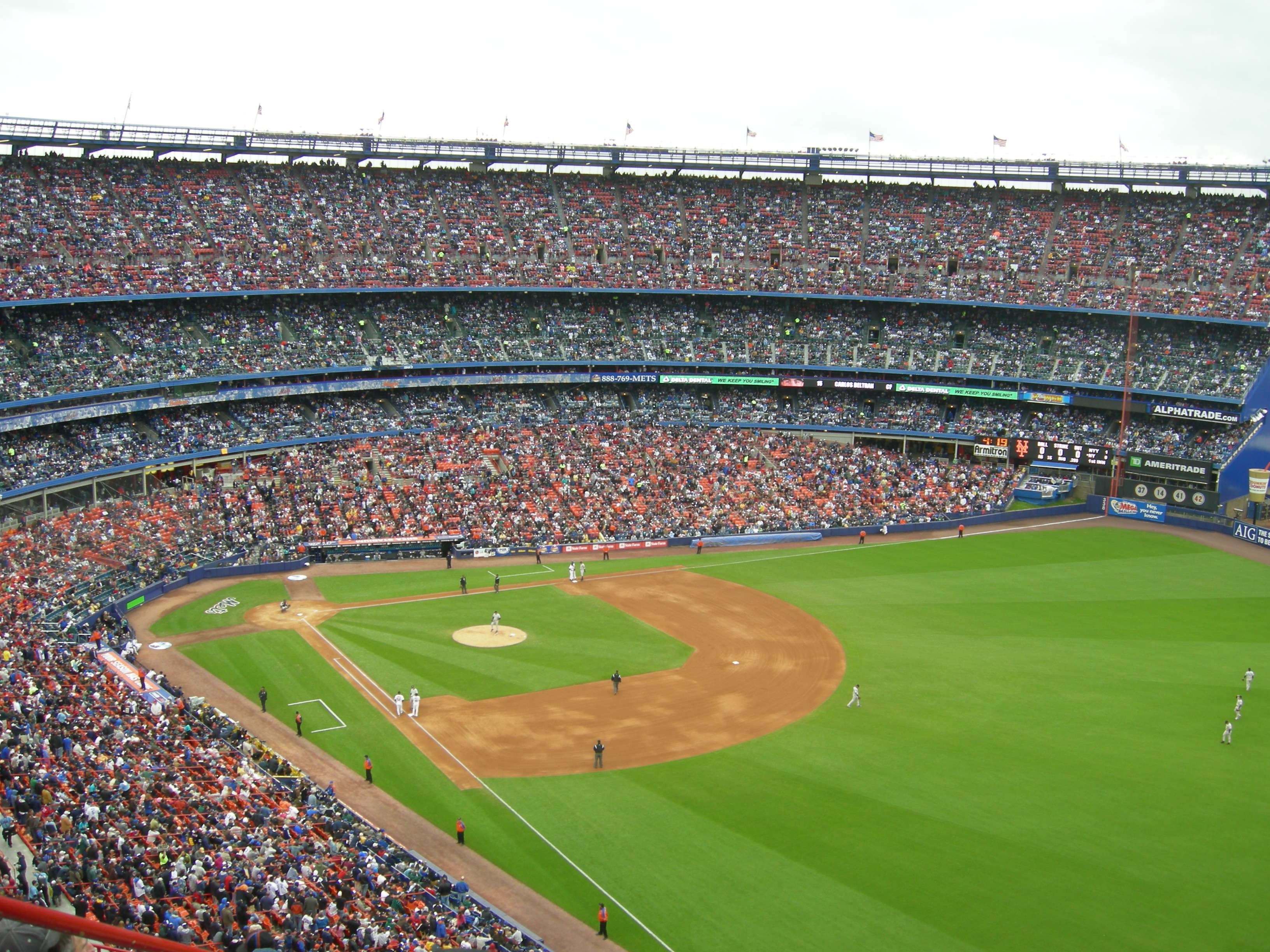
L'interprétation de I'm Down au Shea Stadium en 1965 est devenu un moment d'anthologie de l'histoire des Beatles.

Une interprétation en public de I'm Down est restée célèbre : le 15 août 1965, les Beatles se produisent au Shea Stadium de New York devant 56 000 fans déchaînés. Premier groupe à jouer dans une telle arène, les musiciens de Liverpool jouent dans des conditions de sonorisation encore balbutiantes, n'étant en fait repris que par la sono du stade, utilisée par les commentateurs des matches de baseball. Il en résulte que ni eux ni l'audience n'entendent clairement une note de cette prestation historique. John Lennon fait le pitre pour dérider ses partenaires très tendus durant ce concert. Ainsi, lorsqu'ils se mettent à jouer I'm Down, après qu'il a posé sa guitare pour se poster devant un orgue Farfisa, il le martyrise avec ses coudes durant l'interprétation de la chanson, en jetant des regards amusés vers ses partenaires hilares : « Je mettais mon pied dessus et George n'arrivait plus à jouer tellement il riait, dira-t-il. Je faisais ça pour m'amuser. Les mômes ne comprenaient pas. Comme c'était moi qui avait tenu l'orgue sur I'm Down, j'ai décidé pour la première fois d'en jouer sur scène. Je ne savais pas vraiment comment me comporter, parce que sans ma guitare je me sentais tout nu, alors j'ai fait mon Jerry Lee, je sautais dans tous les sens et j'ai dû jouer à peu près deux mesures ».
En clôture du concert donné à Munich, le 24 juin 1966, Paul McCartney oublie les paroles de sa chanson, il se tourne avant de la démarrer vers John Lennon qui lui rappelle la première phrase « You tell lies thinking I can see » mais il attaque par les vers du 2e couplet « Man buys ring woman throws it away/Same old thing happens everyday » et continue à se tromper par la suite, ce qui amuse beaucoup Ringo Starr, tandis que Lennon (cette fois à la guitare) rate le break qui précède le solo de George Harrison et met ses mains dans son dos... Le groupe est quasiment en crise de fou-rire durant l'interprétation de ce titre au Circus Krone de la capitale bavaroise.
Paul McCartney ajoute également cette chanson très prisée des fans à son répertoire en 2001, lors d'un concert à la mémoire des victimes des attentats du 11 septembre 2001.

### Reprises
I'm Down a fait l'objet de plusieurs reprises notables.
- Le groupe canadien Heart s'en est chargé dans un medley avec Long Tall Sally sur l'album Greatest Hits Live en 1980.
- Aerosmith l'a reprise sur l'album Permanent Vacation en 1987.
- Yes l'a également interprété en concert en 1976 et elle est disponible sur le coffret YesYears sorti en 1991. Ils l'ont également joué durant la tournée 9012Live Tour, en particulier à Dortmund en Allemagne avec Jimmy Page à la guitare.
- Le groupe The Warriors - ancienne formation du chanteur Jon Anderson avant qu'il ne forme Yes - la jouait en concert avec une autre chansons des Beatles, She's a Woman. Elle est d'ailleurs disponible sur leur album Bolton Club 65 publié en 2003.